# أوزفالدو فرنانديز
أوزفالدو فرنانديز هو لاعب كرة قاعدة كوبي، ولد في 4 نوفمبر 1968 في هولغوين في كوبا.

## وصلات خارجية
- أوزفالدو فرنانديز على موقعبيزبول رفرنس.كوم (الدوري الرئيسي) (الإنجليزية)
- أوزفالدو فرنانديز على موقع إي إس بي إن.كوم (أم.أل.بي) (الإنجليزية)
- أوزفالدو فرنانديز على موقع مشجعي الرسوم البيانية (الإنجليزية)
- أوزفالدو فرنانديز على موقع أوليمبيديا (الإنجليزية)